# Enfermeira Ratched
Enfermeira Mildred Ratched é a principal antagonista do livro de Ken Kesey, no filme de Miloš Forman, Um Estranho no Ninho e mais recentemente na série de Ryan Murphy, Ratched.

## Personagem
Enfermeira Ratched é uma sociopata, tirana, cruel e sádica mulher que controla seus pacientes com punho de ferro. Ao ser contrariada por algum deles, de forma sutil usa seus métodos de humilhação como punição. Outras formas de agir são usar   terapia de choque e lobotomia. Ela se tornou um estereótipo do enfermeiro como um machado de batalha. E também se tornou uma popular metáfora para a influência corruptora do poder e autoridade em burocracias como a instituição para doentes mentais em que o romance é ambientado. Foi interpretada por Louise Fletcher no filme Um Estranho no Ninho e a interpretação garantiu a atriz o Óscar.

### Análise da personagem
Mildred Ratched é uma mulher sempre calma, com um penteado que demonstra a paralisação de sua vida, sem mais contato com seus sentimentos. Nunca cogita a possibilidade de estar errada e acredita estar sempre fazendo o melhor para todos. No romance de Ken Kesey a enfermeira Ratched é mais fria, cruel e monstruosa do que na adaptação cinematográfica. É também mais calculista e deixa transparecer mais a sua maldade. Em uma entrevista, o diretor Miloš Forman disse o seguinte: Louise Fletcher teve a força para fazê-la mais sutil. Graças a essa interpretação, a personagem é lembrada como uma das maiores vilãs da história do cinema: o American Film Institute a classificou como o quinto maior vilão e a segunda maior vilã, atrás apenas da Bruxa Má do Oeste do filme Mágico de OZ.

## História
Enfermeira Mildred Ratched é a enfermeira-chefe administrativo no Salem, Oregon State Hospital, uma instituição para doentes mentais onde ela exerce o poder quase absoluto sobre o acesso dos pacientes aos medicamentos, privilégios e necessidades básicas como alimentação e higiene pessoal. Ela caprichosamente revoga esses privilégios sempre que um paciente a desagrada. Seus superiores fingem não ver o que a mulher faz na instituição, porque a ordem é mantida com os pacientes quietos, seja através de uso de antipsicóticos e anticonvulsivantes ou com a sua própria "terapia ", que consiste principalmente em humilhá-los. Seu maior sucesso é o suicida Bibbit Billy, que vive aterrorizado com ela e faz tudo o que diz.
Quando o rebelde Randle McMurphy chega ao hospital, no entanto, sua ditadura é quase derrubada: ele desrespeita suas regras preciosas com impunidade, e inspira outros pacientes a segui-lo. Suas tentativas de levá-lo à submissão - em primeiro lugar, com ameaças e punições leves, depois com a terapia de choque - não são bem sucedidas, servindo apenas para alimentar o seu desafio.
Em certo dia McMurphy leva uma prostituta para o asilo, e a incentiva tirar a virgindade de Billy. Quando descobre, Ratched ameaça contar a mãe de Billy sobre a transgressão. Billy, com medo neurótico de Ratched e de sua mãe, se suicida. Enfurecido, McMurphy ataca Ratched, e quase a sufoca até a morte.
Ao ser resgatada do ataque, Ratched retribui recomendando a lobotomia em McMurphy, tornando-o praticamente um inválido. O índio Chefe Bromden, outro paciente e narrador do livro, mais tarde sufoca McMurphy como um ato de misericórdia e foge. Depois desses acontecimentos, Ratched não mais readquire de seus pacientes o respeito e o medo. Eles agora pensavam por si próprios, e ela não mais podia intimidá-los, sendo essa a vitória final de McMurphy.

## Prêmios
- Oscar de Melhor Atriz para Louise Fletcher por sua atuação no filme Um Estranho no Ninho.
- Globo de Ouro de Melhor Atriz em Filme Dramático para Louise Fletcher por sua atuação no filme Um Estranho no Ninho.
- American Film Institute de quinta pior vilã da história na lista 100 Anos ... Heróis & Vilões para Louise Fletcher.